# Смерть майора Пирсона
«Смерть майора Пирсона», полное название «Смерть майора Пирсона 6 января 1781 года» (англ. The Death of Major Peirson, 6 January 1781) — картина американского живописца Джона Синглтона Копли, написанная в 1783 году, запечатлевшая гибель британского майора Фрэнсиса Пирсона при отражении французского вторжения на остров Джерси 6 января 1781 года. В настоящее время является частью собраний Британской галереи Тейт в Лондоне (инв. N00733). Техника исполнения произведения — масляная живопись на холсте, размер полотна — 251 × 365 см.

## Исторический контекст
Вторжение было последней французской попыткой захвата острова Джерси и одной из последних битв, когда войска иностранной державы пытались захватить английские территориальные владения на Британских островах. Было организовано принцем де Монморанси-Люксембургом и командиром его личного войска, известного как Легион де Люксембург (фр. Légion de Luxembourg, иначе — добровольцы де Люксембург) — лейтенант-полковника на французской службе барона Филиппа де Рюлькура с согласия и при широкой поддержке французского правительства. Целью вторжения было устранение угрозы французским и американским торговым судам со стороны каперов, базирующихся на подконтрольном Великобритании острове, с которой Франция в тот момент находились в состоянии войны.
В ночь на 6 января около 1000 солдат легиона де Люксембург, под командованием барона де Рюлькура и его заместителя индийского военачальника Мира Сайяда, высадились в Ла Рок, Grouville, рано утром заняли столицу острова Сент-Хелиер и захватили вице-губернатора Мозеса Корбета в постели. Тот, испугавшись угроз барона, отдал приказ своим войскам сложить оружие, однако большинство английских командиров отказались повиноваться. Старший офицер островного гарнизона 24-летний майор Фрэнсис Пирсон, которому после пленения Корбета перешло верховное командование, собрал около 2000 солдат и предпринял контратаку, в ходе которой был сам убит, а барон де Рюлькур смертельно ранен (что также изображено на заднем плане полотна). Несмотря на потери командиров с обеих сторон, превосходящие численностью британские войска принудили французский десант к сдаче — вторжение закончилось полным провалом.
По заказу Копли успешный лондонский гравер и издатель Джон Бойделл создал гравюры, воспроизводящие полотно «Смерть майора Пирсона», что способствовало её популяризации и широкой узнаваемости. Хотя майор Пирсон был убит на раннем этапе битвы, на полотне он запечатлён умирающим уже на завершающей победной сцене, дабы подчеркнуть его героическую и решающую в роль в отражении нападения. Пирсон стал британским национальным героем.
«Смерть майора Пирсона» принадлежала Бойделлу вплоть до его смерти в 1804 году; на последовавшем в следующем 1805 году аукционе картина была приобретена Копли и позднее перешла в собственность его сына, адвоката и государственного деятеля лорда Линдхёрста. По итогам посмертной распродажи коллекции лорда Линдхёрста в 1864 году  картина в течение столетия стала частью собраний Национальной галереи в Лондоне; в 1954 году она была передана в галерею Тейт, где и находится в настоящее время. В 1989–2010 годах картина «Смерть майора Пирсона» фигурировала на джерсийской 10-фунтовой банкноте.